# ميكي ومود (فلم 1984)
ميكى ومود (بالإنجليزية: Micki & Maude) فيلم كوميدي رومانسي أمريكي لعام 1984 من إخراج بليك إدواردز وبطولة دودلي مور. شاركت الممثلة والراقصة آن رينكينج الحائزة على جائزة توني بدور ميكي وإيمي إيرفينغ في دور مود.

## طاقم التمثيل
- آن رينكينغ: في دور ميكي
- ايمي ايرفينغ: في دور مود غيلوري
- دادلي مور: في دور روب سالينجر
- ريتشارد موليغان: في دور ليو
- جورج جاينز: في دور الدكتور
- والاس شون: في دور دكتور فيبل
- هاجرتي المسلوقة بشدة: في دور باركاس غيلوري
- جون بليشيت: في دور هاب لودلو
- أندريه العملاق: في دور  أندريه روسيموف
- بيغ جون ستود: في دور بيج جون ستود
- لو ليونارد: في دور الممرضة فيربيك
- روجر روز: في دور مذيع الأخبار[2]

## أحداث الفيلم
روب سالينجر (دودلي مور) مراسل تلفزيوني مثقل بعمله، وهو متزوج من ميكي (آن رينكينج) ويعيش حياة سعيدة. ميكي كانت محامية ثم أصبحت قاضية. يطمع روب أن يصبح أبا ويدعو ميكي لأن تنجب طفلًا بشدة، لكن ميكي مترددة بسبب إجهاض سابق وتريد التركيز على حياتها المهنية. يجرى روب مقابلة تلفزيونية مع عازفة التشيلو الشابة مود غيلوري (إيمي إيرفينغ). يقع روب في غرام مود، ويبدأ علاقة معها، وعندما تصبح حاملاً، يقرر الاثنان الزواج. يخطط روب مع مود ووالدها، المصارع المحترف باركاس جيلوري (هارد بويليد هاجرتي) للزفاف. يستعد روب للاعتراف لزوجته ميكي بعلاقته مع مود للحصول على الطلاق. يلتقي روب بزوجته ميكي وقبل أن يتمكن من الكشف عن علاقته مع مود، تأتي المفاجأة من ميكي بإعلانها أنها حامل أيضًا. تعترف ميكي بأنها خططت منذ البداية لإجراء عملية إجهاض لأن الحمل يتداخل مع حياتها المهنية ولم تخبره، لكنها أدركت مدى رغبتها في تكوين أسرة معه، ومع ذلك، فإنها لا تستطيع أن تجهد نفسها بضغوط كثير لأنها ستعرض حياتها هي والطفل للخطر. يصاب روب بحيرة شديدة، ويستعين بالاتفاق مع رئيسه التلفزيوني وصديقه المقرب ليو (ريتشارد موليجان) ليغطيه، ليرى إحدى الزوجات أثناء النهار والأخرى في الليل، متذرعًا بالعمل. يفلت من العقاب حتى تحدث الأقدار ما ليس في الحسبان: ميكي ومود يتعرضان للمخاض في نفس الوقت، وفي نفس المستشفى، وفي نفس الطابق. ينتهي الأمر بأن تصبح المرأتان صديقتين، لكن كل منهما تدرك أن روب لم يكن أمينًا معهما، ويمنعوا روب من حياتهما وحياة الأطفال. يتبعهم روب ويتجسس على العائلتين من مسافة بعيدة. في النهاية، يتصالح روب مع كل من ميكى ومود، على الرغم من أنه ليس من الواضح ما إذا كانت المرأتان تدركان أنه تصالح مع الآخرى. ينتهي الفيلم بمتابعة النساء لمسيرتهم المهنية: ميكى قاضية تترأس قاعة المحكمة، ومود تعزف التشيلو في أوركسترا سيمفونية. يُختتم الفيلم بلقطة لروب في حديقة بعد سنوات، مع الطفلين وأطفاله الستة الآخرين الذين أنجبهم على مر السنين من ميكى ومود.

## استقبال الفيلم
كان الفيلم خيبة أمل في شباك التذاكر.
فاز مور بجائزة جولدن جلوب لأفضل أداء لممثل في فيلم سينمائي (كوميدي / موسيقي) في عام 1985. تم ترشيح الفيلم أيضًا لجائزة جولدن جلوب لأفضل فيلم (كوميدي/ موسيقي).
منح موقع الطماطم الفاسدة الفيلم تقييم 70% بناء على آراء عشرة نقاد.
منح موقع ميتاكريتيك الفيلم تقييم 64% بناء على 11 مقالة نقد.

## وصلات خارجية
- مقالات تستعمل روابط فنية بلا صلة مع ويكي بيانات